# 卡他林·費庫
卡他林·費庫（羅馬尼亞語：Cătălin Fercu；1986年9月5日—）是一位羅馬尼亞橄欖球運動員。他是羅馬尼亞國家橄欖球隊的一員，代表羅馬尼亞參加了2015年世界盃橄欖球賽。